# Bothropoides

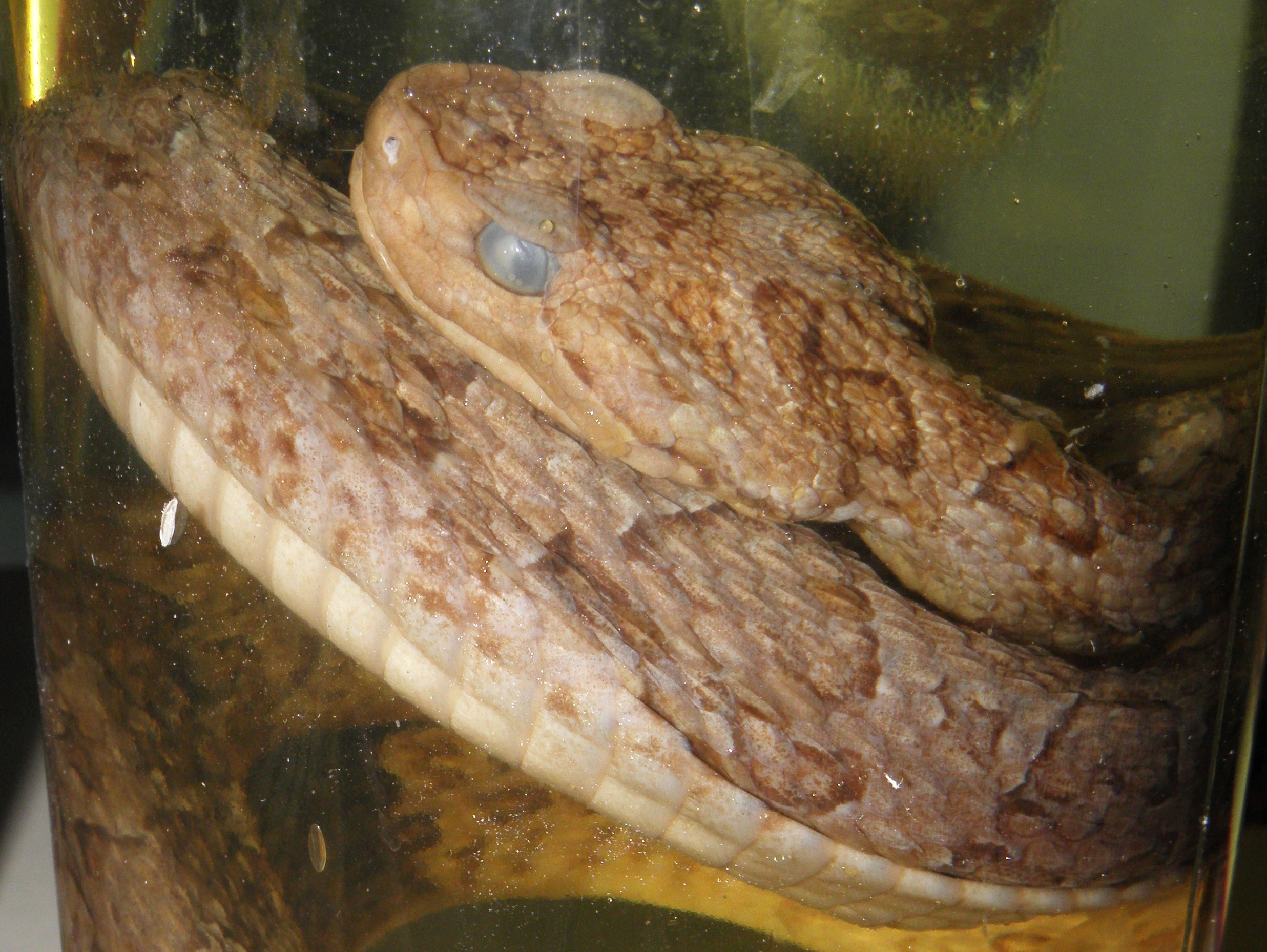
Bothrops (Bothropoides) neuwiedi.

Bothropoides es un discutido género de serpientes venenosas de la subfamilia de las víboras de foseta al que se le adjudicaron 11 especies, las que habitan en selvas, bosques, valles, estepas, y matorrales de altura de Sudamérica, y que son conocidas vulgarmente con el nombre de yararáes o víboras de la cruz. Generalmente, sus especies son incluidas en el género Bothrops.

## Características generales
Son reptiles crepusculares o nocturnos, de complexión gruesa, que no dudan en morder e inocular su ponzoña si se sientes amenazados. También a esta la emplean en la captura de sus presas, roedores, aves, lagartos, u otros ofidios. Como contraparte, suelen ser cazados por aves de presa. La mordedura de un ejemplar de este género sobre un humano de cualquier edad requiere urgente tratamiento hospitalario, además de la administración del suero antiofídico específico.

## Taxonomía
Este supuesto género fue descrito originalmente en el año  2009 por los herpetólogos Allyson M. Fenwick, Ronald L. Gutberlet, Jennafer A. Evans y Christopher L. Parkinson. Otros investigadores no lo reconocen, dado que en el año 2012, en una revisión de la morfología, filogenia y taxonomía de las serpientes bothropoides sudamericanas, las especies de ese género fueron nuevamente reincorporadas a Bothrops, aunque esto no fue aceptado por algunos autores posteriores.
Especies

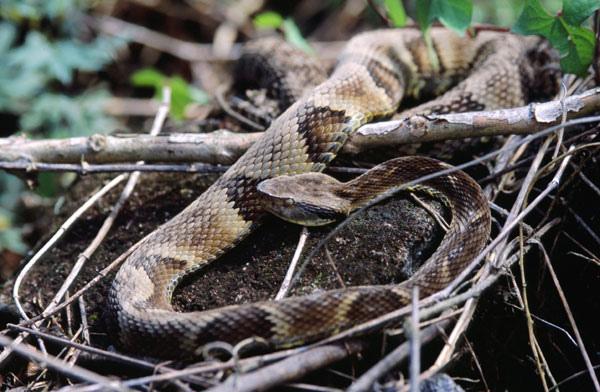
Bothrops (Bothropoides) jararaca.

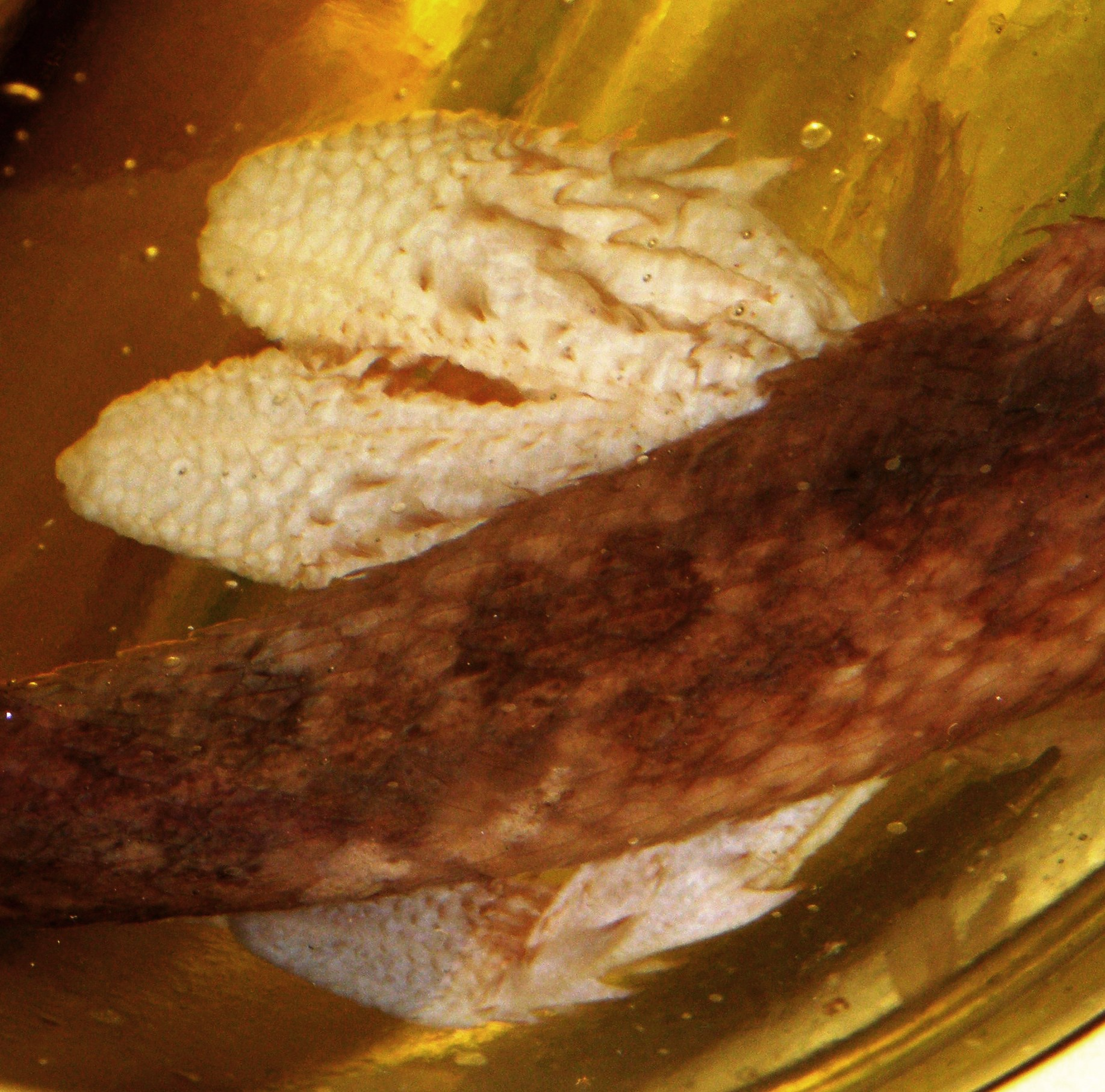
Hemipenes de Bothrops (Bothropoides) neuwiedi. Los machos en este género poseen un órgano copulador con dos extremos o hemipenes.

A este supuesto género se le adjudicaron 11 especies:
- Bothrops (Bothropoides) alcatraz (Marques, 2002)
- Bothrops (Bothropoides) diporus (Cope, 1862)
- Bothrops (Bothropoides) erythromelas (Amaral, 1923)
- Bothrops (Bothropoides) insularis (Amaral, 1921)
- Bothrops (Bothropoides) jararaca (Wied, 1824)
- Bothrops (Bothropoides) lutzi (Miranda-Ribeiro, 1915)
- Bothrops (Bothropoides) marmoratus (Silva & Rodrigues, 2008)
- Bothrops (Bothropoides) matogrossensis (Amaral, 1925)
- Bothrops (Bothropoides) neuwiedi (Wagler, 1824)
- Bothrops (Bothropoides) pauloensis (Amaral, 1925)
- Bothrops (Bothropoides) pubescens (Cope, 1870)